# Ctenocephalides chabaudi
Ctenocephalides chabaudi är en loppart som beskrevs av Beaucournu et Bain 1982. Ctenocephalides chabaudi ingår i släktet Ctenocephalides och familjen husloppor. Inga underarter finns listade i Catalogue of Life.